# Joseph Efford
Joseph "Joe" Efford (Gwinnett County, 29 augustus 1996) is een Amerikaans voetballer die sinds 2022 onder contract ligt bij Motherwell FC.

## Carrière

### FC Botoșani & RCD Mallorca
Na een korte passage in Roemenië, waar hij via connecties van zijn coach in de Verenigde Staten kon testen, belandde hij in september 2014 bij RCD Mallorca. Efford ondertekende een tweejarig contract bij de Spaanse tweedeklasser. Wegens administratieve problemen mocht hij echter maandenlang geen officiële wedstrijden spelen voor de club. Uiteindelijk speelde hij slechts één officiële wedstrijd voor Mallorca. 

### Ergotelis FC
In september 2017 tekende hij bij de Griekse tweedeklasser Ergotelis FC. In zijn debuutseizoen scoorde hij er zeven competitiedoelpunten. Het seizoen daarop krikte hij dat aantal op naar elf competitiedoelpunten. Ook in het seizoen 2019/20 scoorde hij elf competitiedoelpunten, maar ditmaal werd hij er topschutter van de nagelnieuwe Super League 2 mee.

### Waasland-Beveren

#### 2020/21
In juli 2020 ondertekende Efford een driejarig contract bij de Belgische eersteklasser Waasland-Beveren. Op de eerste competitiespeeldag dropte trainer Nicky Hayen hem tegen KV Kortrijk meteen in de basis. Waasland-Beveren won met 1-3, mede door een assist van Efford voor de 1-3 van Daan Heymans, en sloot de eerste speeldag zo af als leider. Dat bleek evenwel niet de voorbode van een succesvol seizoen, want op 8 mei 2021 degradeerde Waasland-Beveren naar Eerste klasse B. Efford scoorde dat seizoen twee keer voor de Waaslanders: tijdens de 1-3-nederlaag tegen Oud-Heverlee Leuven op de vierde competitiespeeldag scoorde hij de 1-1, en tijdens de 3-2-nederlaag tegen Beerschot VA op de zevende competitiespeeldag was hij goed voor het openingsdoelpunt. Efford was dat seizoen ook goed voor vijf assists.
Efford liet zich bij zijn komst meteen gelden als een sterk aanspeelpunt voorin. Ook zijn snelheid werd als een pluspunt ervaren. Tijdens zijn eerste halve seizoen viel hij evenwel enkele keren geblesseerd uit, waarna Aboubakary Koita hem succesvol verving – toen Efford van eind november tot midden december in de lappenmand lag met een spierblessure, scoorde Koita vijf goals in vier wedstrijden. De Amerikaan moest zich daarna tevredenstellen minder speeltijd: in de tweede helft van het seizoen 2020/21 miste hij weliswaar slechts twee competitiewedstrijden (plus één barragewedstrijd), maar slechts in drie wedstrijden mocht hij langer dan 45 minuten spelen.

#### 2021/22
In de eerste helft van het seizoen 2021/22 was Efford goed voor twee goals en vier assists voor Waasland-Beveren. Op de zevende competitiespeeldag had hij een voet in de 4-3-stunzege van de Waaslanders tegen Excelsior Virton: de fusieclub stond na 21 minuten al 0-3 achter, maar de thuisploeg klom uiteindelijk nog op naar een 4-3-zege, mede dankzij een goal (3-3) en een assist (4-3) van Efford. De Amerikaan deed het seizoen evenwel niet uit bij de Waaslanders: in januari 2022 tekende hij bij de Schotse eersteklasser Motherwell FC.

## Erelijst
| Individueel              |    |         |
| Topscorer Super League 2 | 1x | 2019/20 |